# Ocnogyna ramburi
Ocnogyna ramburi är en fjärilsart som beskrevs av Charles Oberthür 1911. Ocnogyna ramburi ingår i släktet Ocnogyna och familjen björnspinnare. Inga underarter finns listade i Catalogue of Life.